# Ran (canção)
"Ran" (「乱」), romanizado pela banda como "Run", é o décimo oitavo single da banda japonesa de rock Luna Sea, lançado em 13 de novembro de 2013 pela Universal Music Japan.
Alcançou a décima sétima posição na Oricon Singles Chart e a vigésima quarta na Billboard Japan Hot 100.

## Visão geral
"Ran" foi escrita pelo guitarrista Sugizo, afirmando que a melodia simplesmente "surgiu" em sua cabeça e que acredita que a música tem uma "melodia nostálgica dos anos 90". Foi usada como música tema do drama de televisão Toshi Densetsu no Onna 2 (都市伝説の女), e também é o primeiro single da banda com um título japonês.
O lado B "Echo" é uma das poucas canções do Luna Sea originalmente escritas pelo baterista Shinya, que compôs uma das partes de bateria enquanto estava bêbado. Sugizo também contou que Inoran os ajudou a transformá-la em uma canção completa, e que Inoran e ele mesmo trocaram seus papéis de guitarra para a faixa. Ao escrever material novo, os membros da banda vivem juntos antes de entrar em estúdio para gravar. A guitarra de "Echo" foi gravada enquanto eles moravam juntos durante a gravação de A Will.
O single foi lançado em três edições; o regular contém apenas o CD, a Edição Limitada A está em um SHM-CD de alta fidelidade e inclui um Blu-ray do videoclipe da faixa-título, a Edição Limitada B é um CD padrão com o mesmo vídeo em um DVD. Todos os três têm arte de capa diferente.

## Faixas
Todas as letras escritas por Ryuichi. 
| N.º            | Título                   | Música         | Duração |  |
| 1.             | "Ran" (「乱」, ou "Run") | Sugizo         | 4:14    |  |
| 2.             | "Echo"                   | Shinya         | 4:21    |  |
| Duração total: | Duração total:           | Duração total: | 8:36    |  |

## Ficha técnica

### Luna Sea
- Ryuichi - vocais
- Sugizo - guitarra
- Inoran - guitarra
- J - baixo
- Shinya - bateria

## Desempenho nas paradas
| Parada (2013)           | Posição de pico |
| ----------------------- | --------------- |
| Oricon Singles Chart    | #17             |
| Billboard Japan Hot 100 | #24             |